# 新潟大橋
新潟大橋（にいがたおおはし）とは、新潟県新潟市の信濃川に架かる新潟バイパス（国道8号区間（重複：国道17号）の道路橋梁。東詰は中央区、西詰は西区に位置する。

## 概要
新潟バイパス・黒埼IC - 女池IC間の信濃川にかかる橋長330 ｍ、3径間連続鋼板桁2連および連続合板鋼板桁1連橋の片側3車線の橋。本橋は新潟バイパスの構造物中、唯一の渡河橋である。新潟バイパスと北陸自動車道が直結する構造のために曲率半径1,000 ｍカーブがとられていて、西側は黒埼ICに近接するためランプの取り付け部分が拡幅されている。上下線の分割施工及び施工性に配慮して、下部工については1期線はケーソン、2期線においては近接施工のためニューマチックケーソンが採用された。上部工は連続鋼鈑桁橋形式が採用された。

## 歴史
- 1971年（昭和46年） - 第1期線工事開始。
- 1973年（昭和48年）
  - 10月 - 1期橋が完成。
  - 11月22日 - 当橋を含む黒埼交差点 - 紫竹山IC間が暫定2車線で供用。（当時、左岸（西詰）は西蒲原郡黒埼町、右岸（東詰）は新潟市）
- 1974年（昭和49年） - 第2期線工事開始。
- 1977年（昭和52年）10月 - 2期橋が完成。
- 1978年（昭和53年）8月10日 - 当橋を含む新潟黒埼IC - 女池ICが完成6車線で供用。